# Jehošua Chankin
Jehošua Chankin (hebrejsky יהושע חנקין), (narozen 1864, zemřel 11. listopadu 1945) byl sionistický průkopník, který zorganizoval většinu velkých nákupů půdy Světové sionistické organizace v osmanské Palestině.
Chankin se narodil v Kremenčuku na Ukrajině a roku 1882 se s rodiči vystěhoval do Rišon le-Cijon a později přesídlili do Gedery, kde se spřátelil s místními Araby, kteří mu pomáhali dojednávat vykupování půdy. Chankin se naučil dobře arabsky a také orientální etiketě, aby mohl sám vyjednávat koupi s arabskými velkostatkáři, bydlícími většinou v Bejrútu.

## Nákupy půdy
- 1890 Rechovot 10 tisíc dunamů
- 1891 Chadera 30 tisíc dunamů
- 1909 Merchavija 10 tisíc dunamů
- 1920 Jizra'el 51 tisíc dunamů

a jinde
Celkem vykoupil 600 tisíc dunamů půdy (tj. 600 km2)
Chankin zemřel v Tel Avivu a je pohřben na úpatí pohoří Gilboa, nad Charodským pramenem.